# Michael Noetzel (Politiker, 1975)

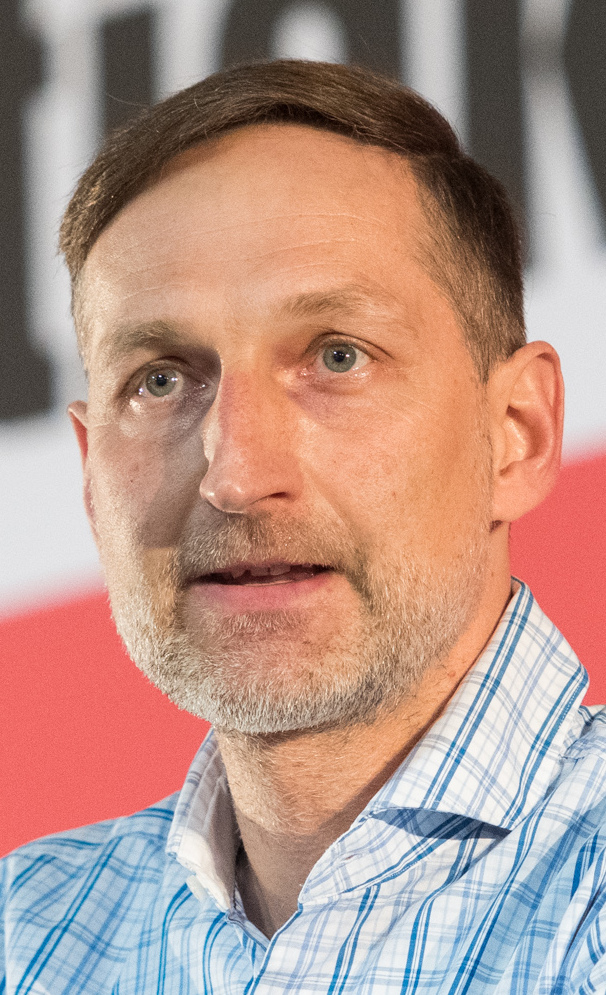
Michael Noetzel (2021)

Michael Noetzel (* 17. Februar 1975 in Rostock) ist ein deutscher Politiker (Die Linke) und Rechtsanwalt. Seit 2021 ist er Abgeordneter im Landtag Mecklenburg-Vorpommern.

## Leben
Noetzel machte 1993 sein Abitur und leistete anschließend bis 1995 Zivildienst beim BAF e. V. in Rostock. 1996 war er als Au-pair in den Vereinigten Staaten tätig. Von 1997 bis 2009 studierte er Rechtswissenschaft an der Universität Rostock und wurde 2009 als Rechtsanwalt zugelassen. Von 2009 bis 2018 war er als selbständiger Rechtsanwalt und Fachanwalt für Strafrecht in Rostock tätig und gehört der AG Fananwälte an. Von 2018 bis 2021 arbeitete er als Referent in der Landtagsverwaltung Mecklenburg-Vorpommerns.
Noetzel ist verheiratet und hat zwei Kinder.

## Politik
Noetzel trat bei der Landtagswahl in Mecklenburg-Vorpommern 2021 für Die Linke im Landtagswahlkreis Landkreis Rostock I und auf Platz 8 der Landesliste an. Er wurde über die Landesliste in den Landtag gewählt.